# Przełęcz Karkonoska
Przełęcz Karkonoska  (nghĩa đen là Đèo Karkonosze) là một ngọn đèo ở vùng núi Karkonosze trung tâm ở biên giới Ba Lan-Séc. Tại 1.198 m (3.930 ft), đó là điểm thấp nhất của sườn núi chính của Karkonosze và, mặc dù nằm ở biên giới Ba Lan-Séc, Przełęcz Karkonoska, nó chỉ có tên trong tiếng Ba Lan, không có tiếng Séc. Tại Cộng hòa Séc, khu vực này thường được gọi là Špindlerova bouda (Špindler's Hut), một túp lều trên núi nằm ở đó. Một nhà gỗ khác, nằm ở phía Ba Lan của biên giới, được gọi là Odrodzenie.

## Du lịch

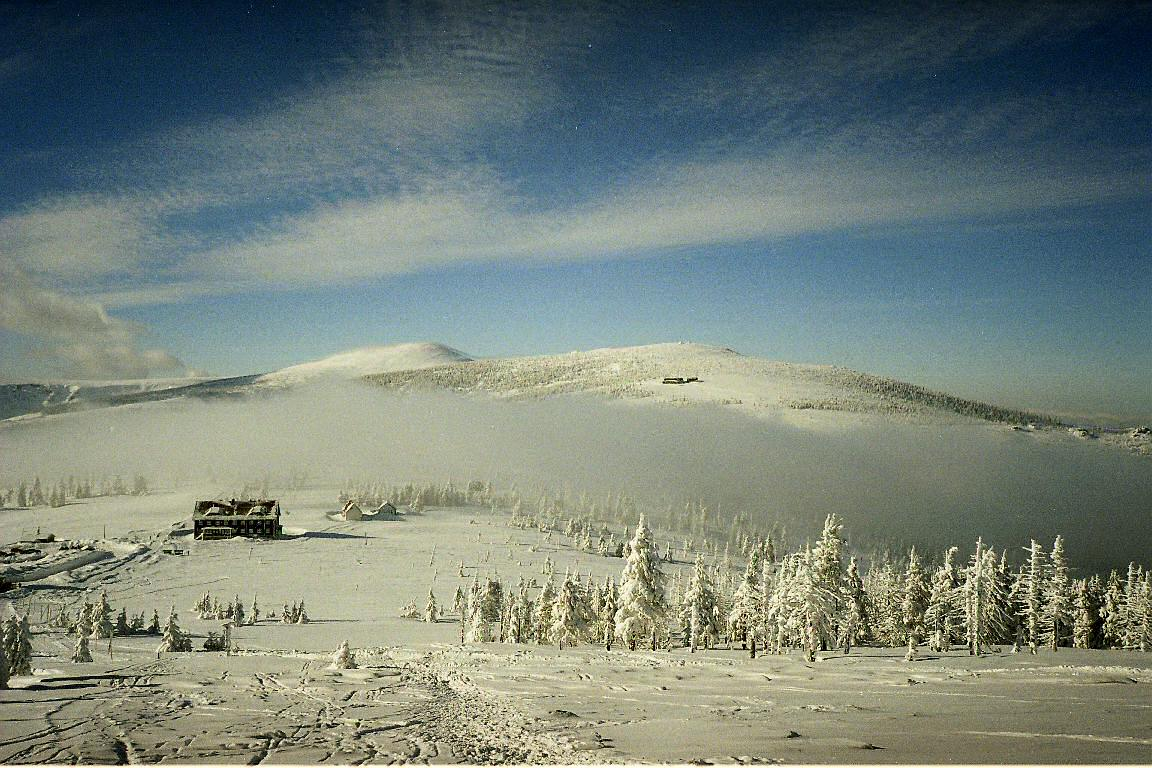
Przełęcz Karkonoska vào mùa đông

Đèo có thể truy cập bằng một con đường từ Špindlerův Mlýn, được phục vụ bằng xe buýt hoặc từ Ba Lan. Con đường bên phía Ba Lan được cho là một trong những con đường dốc nhất ở Ba Lan với độ nghiêng trung bình 7,2%, đạt tối đa 24%. Mặc dù chất lượng đường ở phía Ba Lan tương đối kém, nhưng đường đèo được nhiều người đi xe đạp leo núi tìm kiếm. Đèo là một trung tâm của những con đường mòn đi bộ đường dài, bao gồm Đường mòn hữu nghị Ba Lan-Séc.

## Lịch sử
Trong Thế chiến II, khu vực này được sáp nhập vào Đức Quốc xã như một phần của Sudetes. Vào thời điểm đó, Đức quốc xã đã giam giữ các tù nhân đồng minh ở Špindlerova bouda. Mặt khác, túp lều trên núi Silesian (ngày nay thuộc Ba Lan) đã bị Đức quốc xã tịch thu làm tài sản của người Do Thái và chuyển thành nhà trọ cho các thành viên Hitlerjugend, và sau đó trở thành khách sạn cho các sĩ quan Đức quốc xã.